# Trachyleberis simiensis
Trachyleberis simiensis är en kräftdjursart som först beskrevs av LeRoy 1943.  Trachyleberis simiensis ingår i släktet Trachyleberis och familjen Trachyleberididae. Inga underarter finns listade i Catalogue of Life.